# Lavr Proskouriakov
Lavr Dmitrievič Proskouriakov, ruski gradbeni inženir, * 18. avgust 1858, vas Borisovka, gubernija Voronež, † 14. september 1926, Moskva.
Bil je ena najpomembnejših avtoritet za mostove in konstrukcijsko mehaniko v Ruskem imperiju in zgodnji Sovjetski zvezi.

## Življenje in kariera
Lavr Proskouriakov se je rodil 18. avgusta 1858 v veliki kmečki družini. Leta 1884 je diplomiral na Sankt Peterburškem inštitutu železniških inženirjev in delal kot oblikovalec mostov. Od leta 1887 je predaval na istem inštitutu, od leta 1896 pa je Proskouriakov opravljal funkcijo rednega profesorja na Moskovski državni univerzi za železniški inženiring.
Že zgodnji projekti Proskouriakova za mostove čez reki Zahodni Bug (1885) in Sula v ukrajinskem mestu Romny (1887) so pritegnili pozornost s svojo novostjo in iznajdljivostjo. Risbe teh mostov je objavil profesor L.F. Nikolai, predstojnik fakultete za mostove na peterburškem inštitutu železniških inženirjev, v svojem predavanju o načrtovanju mostov za železniške inženirje.
Poleti 1895 je bil Proskouriakov v skladu z odločitvijo akademskega sveta Inštituta poslan v tujino, da bi se udeležil Mednarodnega železniškega kongresa v Londonu ter raziskoval lokalne mehanične laboratorije in mostove. Poleg Londona je obiskal laboratorije v Parizu, Zürichu, Münchnu, Dunaju in Berlinu, nato pa odšel v ZDA, da bi se seznanil z največjimi mostnimi konstrukcijami in lokalnimi mehaničnimi laboratoriji.
Proskouriakov je kot prvi v Evropi zavrnil obstoječe palične mostove s številnimi navpičnimi in diagonalnimi elementi, kar je bilo izjemno težko za analizo nosilcev. Namesto tega je zasnoval statično določeno trikotno mrežo z najmanjšim številom diagonal, ki je zagotavljala boljšo porazdelitev napetosti zaradi premikajočih se obremenitev skozi konstrukcijo mostu.
Raziskovalne in praktične dejavnosti Lavra Proskouriakova so bile namenjene izdelavi popolne mostne konstrukcije in uspel je doseči svoj cilj: to je bil plemeniti 1000 metrov dolg železniški most čez Jenisej pri Krasnojarsku, ki je bil zgrajen med letoma 1896 in 1899. Nadgradni sistem mostu je bil sestavljen iz šestih razponov. Dolžina vsakega razpona je bila 144,7 metra, višina 21,64 metra, teža 900 ton. Opornike so okrepila trikotna čela (sekači), usmerjeni navzgor, da bi razbili led, ki med letno pomladansko otoplitvijo plava po toku.
Pri načrtovanju mostu je Proskouriakov predlagal nov izvirni palični sistem. Z uporabo nove zasnove za zgornji nosilec (podobno kot Schwedlerjevo paličje) je Proskouriakov podaljšal višino glavnih nosilcev do 21,64 metra. Inženir je uporabil tudi teorijo vplivnih linij za analizo nosilcev, ki je omogočila natančnejši izračun notranjih sil v vsakem členu paličja zaradi premikajočih se bremen. Od takrat se teorija vplivnih linij za analizo palic uporablja v inženirstvu tako v Rusiji kot po svetu. Mimogrede, most v Jeniseju je bil prvi v Rusiji, med gradnjo katerega je bil prvič uporabljen način postopnega narivanja.
Zaradi svojih inženirskih in tehničnih značilnosti je bil most prepoznan kot najdaljši v Rusiji in drugi najdaljši v Evropi (prvi je bil na Nizozemskem čez reko Lek v bližini Culemborga). Jenisejski most, predstavljen na Exposition Universelle (1900), je prejel zlato medaljo, medtem ko je Proskouriakov sam postal eden najvidnejših inženirjev v državi.
Od takrat je most Jenisej odprl novo mejo za rusko inženirstvo mostov. Številni drugi mostni inženirji so pozneje široko uporabljali Proskouriakove statično določene nosilce z razdeljenimi ploščami in z zgornjimi tetivami. Tak sistem si je na primer (z nekaj spremembami) izposodil prof. Nikolaj Beleljubski pri zasnovi železniškega mostu čez reko Volgo blizu Svijažska.
Na splošno je Proskouriakovu uspelo izdelati najprimernejše vrste razponov za različne mostove. Zasnoval je številne edinstvene večpasovne mostove, med drugim mostove čez Oko pri Kaširi (1897), Belev (1897) in Murom (1912), Vjatko na progi Čerepovec-Vologda-Vjatka (1902), Volhov (1902), Amur pri Habarovsku (1916) na transsibirski železnici itd.
Evgenij Paton je mostove Proskouriakova primerjal s Puškinovimi pesmimi.
Leta 1903 je bil Proskouriakov, po presoji Društva železnice Moskva-Kazan, med drugimi domačimi in tujimi strokovnjaki za oblikovanje mostov, ki so naredili grobo skico mostu čez reko Volgo blizu Kazana z največjim razponom 165 metrov, podoben mostu Jenisejskemu.
Leta 1904 je Proskouriakov zasnoval dva obokana jeklena dvotirna tirna mostova – Andrejevski in Krasnolužski čez reko Moskvo za Moskovsko krožno železnico. Oba mostova dvojčka sta bila locirana v mestnih mejah in sta s svojim gracioznim videzom v celoti izpolnjevala zahteve, ki so se takrat postavljale mestnim stavbam. Omeniti velja, da so bili ti mostovi prvi v ruski železniški mreži, ki so imeli razpone segmentnih lokov.
Pomembnejši dosežek pri gradnji mostov cesarske Rusije je bil znameniti železniški most čez Amur blizu Habarovska, ki ga je tudi zasnoval profesor Proskouriakov. Most je bil zgrajen kot 2590 metrov dolga jeklena konstrukcija, ki je nosila en sam železniški tir. Most je bil odprt za promet 5. oktobra 1916 in je zaznamoval zaključek Transsibirske železnice.
Podobno kot most čez Jenisej so imeli tudi oporniki mostu čez Amur v smeri proti toku masivne dodatke, zasnovane kot nagnjene ravnine proti toku, da bi preprečili nabiranje ledu na pomolih. Višina mostu od zgornjega krova do visoke vode je dosegla 12 metrov. Večjim ladjam je omogočilo prehod pod mostom tudi pri najvišji poletni gladini Amurja. Most je rusko blagajno stal več kot 13 milijonov rubljev - v tistem času strašno veliko denarja.
Proskouriakov je bil močan zagovornik grafične metode (ali metode lažnega bremena) za analizo nosilcev, ki je temeljila na teoriji vplivnih linij. V obdobju 1891-1892 je Proskouriakov imel praktične tečaje o uporabi grafične statike v gradbeništvu. Še posebej izjemno je, da je dve leti kasneje tečaj postal osrednji in celo obvezni predmet v programu usposabljanja za železniške inženirje.
Leta 1896 je Proskouriakov pri načrtovanju mostu čez reko Kotorosl prvič uvedel posebne tabele, ki se uporabljajo za izračun nosilnosti ali nosilnosti med vožnjo vlaka. Tako teorija vplivnih linij kot tabele, ki jih je uvedel Proskouriakov, so olajšale postopke analize paličja. Od takrat so se sčasoma uveljavili v praksah inženirskega mostu po vsem svetu.

## Izobraževalne dejavnosti
Proskouriakov je bil tudi ugleden vzgojitelj in mentor mladine. Izšolal je številne nadarjene znanstvenike in inženirje. Njegovi kolegi in vajenci, kot so E. O. Paton, M. M. Filonenko-Borodič, I. P. Prokofiev, P. A. Velikov, P. Y. Kamentsev, so nato postali nacionalno znani znanstveniki. Izobraževalna načela programa inženirske mehanike, ki ga je razvil prof. Proskouriakov, zdaj v visokem šolstvu pogosto uporabljajo.
Leta 1902 je Proskouriakov objavil svoj prvi zvezek strukturne mehanike z naslovom Moč materialov. Pozneje, leta 1907, je objavil tudi drugi zvezek z imenom Strukturna statika, pa tudi svoje znanstveno delo Metode za analizo kontinuiranih mostov. Ta dela so bila vključena v zlati sklad znanosti. Njegov priročnik  dveh knjigah je v življenju doživel šest izdaj. Sedma izdaja je izšla posmrtno in je postala učbenik za vse tehnične inštitute države.
- Andrejevski most prej Puškinov most v Moskvi (1905–07)
- Še en pogled na Andrejevski most
- Most na transsibirski železnici v Permu